# Діда
Діда́ (порт. Nélson de Jesus Silva, * 7 жовтня 1973, Ірара, штат Байя) — бразильський футболіст. Воротар італійського «Мілана» та збірної Бразилії. Чемпіон світу 2002. Дворазовий переможець Ліги чемпіонів: 2003 та 2007. Фіналіст Ліги Чемпіонів 2005. Один з найкращих воротарів у історії бразильського футболу.

## Життєпис
Першою командою Діда був «Крузейру» з Арапіракі. Професіональна кар'єра голкіпера почалася у головному клубі штату, де він народився — «Віторії». Після двох сезонів там (1992 та 1993), Діда запросив один з найкращих клубів країни — «Крузейру» (Белу-Оризонті). Він одразу став гравцем головного складу і за 5 років (від 1994 до 1998) двічі ставав найкращим голкіпером чемпіонату Бразилії (за версією видання «Плакар»). У «Крузейру» Діда познайомився з майбутнім партнером у збірнії — Роналду. Юного воротаря регулярно запрошували до збірних різних вікових категорій, тому він був основним на іграх Олімпіади 1996 у Атланті. Але південноамериканці там виступили не надто вдало, програвши Ніґерії у півфіналі. Наступного року «Крузейру» виграв найпрестижніший турнір Пд. Америки — Копа Лібертадорес. У фіналі бразильці переграли перуанський «Спортинґ Кристал» — 0:0 і 1:0.
Талановитого стража воріт помітив італійський «Мілан» і запропонував контракт. «Крузейру» довго не міг узгодити всі деталі договору з італійцями, а коли Діда таки переїхав до Європи, то місце 1-го голкіпера було дуже важко здобути. Головним воротарем «россо-нері» був Крістіан Абб'яті, а його дублером — Себастьяно Россі. Погравши півроку у швейцарському «Луґано», Діда на правах оренди повернувся до Бразилії — у «Коринтіанс».
Разом з «Коринтіансом» Діда виграв перший чемпіонат світу серед клубів, де у фіналі його клуб переміг ще одних бразильців — «Васку да Ґама».

## Титули та досягнення
- Чемпіон штату Байя: 1992
- Чемпіон Південної Америки (U-20): 1992
- Чемпіон світу (U-20): 1993
- Чемпіон штату Мінас-Жерайс: 1994, 1996, 1997 та 1998
- Чемпіон штату Сан-Паулу: 1999
- Чемпіон Бразилії: 1999
- Володар Кубка Бразилії: 1996 і 2002
- Володар Кубок КОНМЕБОЛ: 1995
- Володар Кубка Лібертадорес: 1997
- Чемпіон світу серед клубів: 2000 і 2007
- Переможець Ліги Чемпіонів: 2003 і 2007
- Фіналіст Ліги чемпіонів: 2005
- Володар Кубка Італії: 2003
- Чемпіон Італії: 2003-04
- Володар Кубка Америки: 1999
- Срібний призер Кубка Америки: 1995
- Чемпіон світу: 2002
- Віце-чемпіон світу: 1998
- Володар Кубка конфедерацій: 1997 та 2005
- учасник чемпіонатів світу 1998, 2002 та 2006
- Бронзовий олімпійський призер: 1996
- Срібний призер Золотого кубка КОНКАКАФ: 1996